# René Schneider Arce
René Víctor Isaac Leonardo Schneider Arce (31 de octubre de 1941-Santiago, 2 de noviembre de 2013) fue un periodista y director de televisión chileno.
Fue hijo del general de ejército René Schneider Chereau, quien fuera asesinado en 1970, y Carolina Elisa del Carmen Arce Durandeau. Es el abuelo de Emilia Schneider Videla, diputada de la república de Chile para el período 2022-2026.
Fue uno de los fundadores de Televisión Nacional de Chile en 1969. En ese medio, dirigió diversos programas como el Festival de la Una, La cafetera voladora, La entrevista del domingo. En 1989 dirigió la teleserie A la sombra del ángel y la miniserie Teresa de los Andes.
En 2001 junto a sus hermanos y madre, se querelló en Estados Unidos contra el exsecretario de Estado de ese país Henry Kissinger, por su presunta participación en el asesinato de su padre. En abril de 2006, la Corte Suprema de los Estados Unidos desestimó el caso. Se acogió a retiro en Televisión Nacional en enero de 2005 para dedicarse a la astrología.
René Schneider Arce falleció el 2 de noviembre de 2013, producto de un cáncer.